# إيفيت جونغ
إيفيت جونغ هي لاعبة تايكوندو كندية، ولدت في 9 مارس 1990.

## وصلات خارجية
- إيفيت جونغ على موقع TaekwondoData.com (الإنجليزية)
- إيفيت جونغ على موقع أوليمبيديا (الإنجليزية)
- إيفيت جونغ على موقع اللجنة الأولمبية الكندية (الإنجليزية)